# 쉬한창

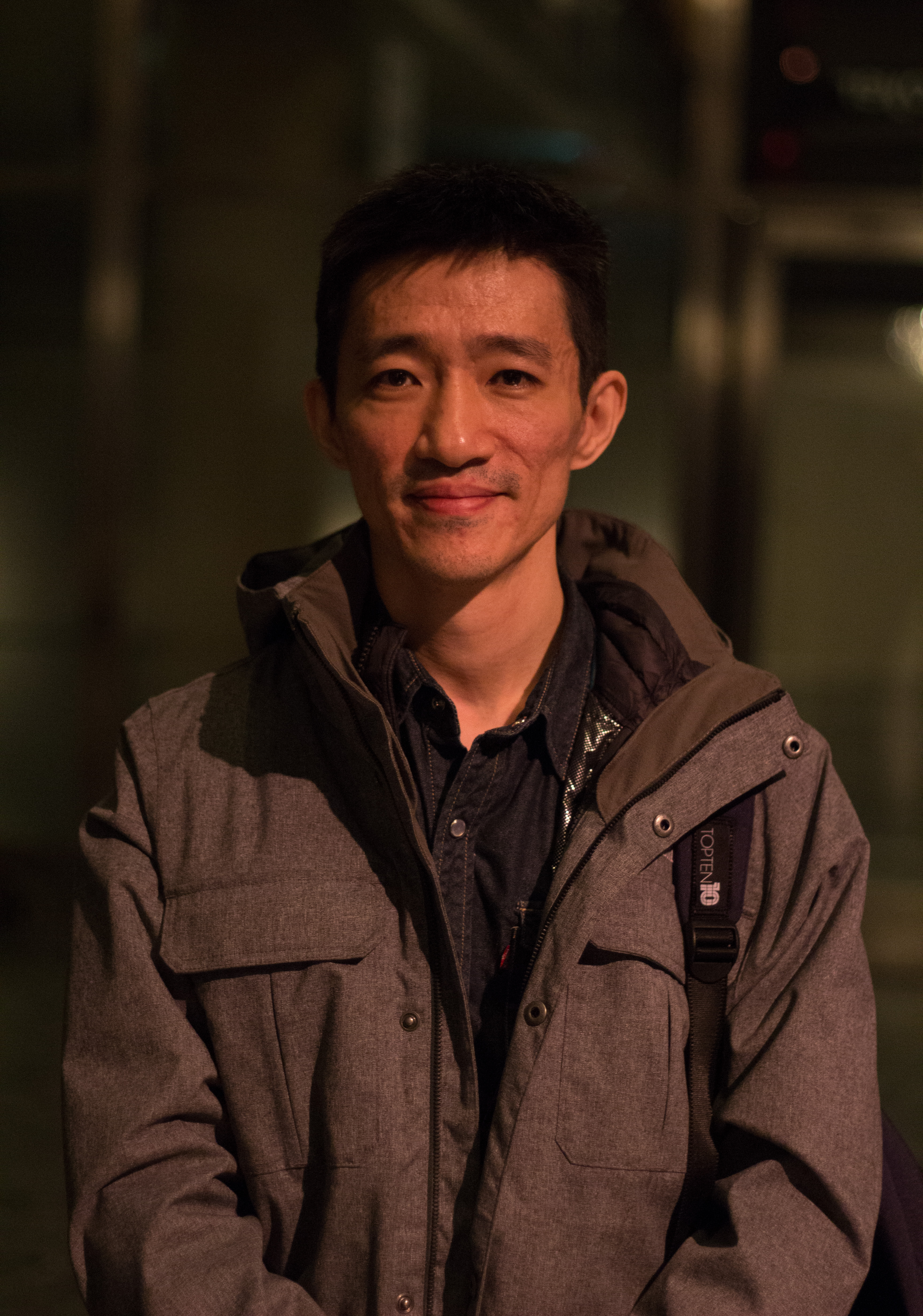

쉬한창(중국어: 徐漢強, 병음: Xú Hànqiáng, 한자음: 서한강, John Hsu, 1981년 ~ )은 대만의 영화 감독이다.

## 영화
- 반교: 디텐션 (2019년)
- 귀재지도 (2024년)

## 방송
- 당신의 결혼은 당신의 결혼이 아니다 (2023년)